# Pius Ncube
Pius Alick Mvundla Ncube (* 31. prosince 1946 Filabusi, Zimbabwe) působil jako římskokatolický arcibiskup v zimbabwském Bulawayo až do své rezignace 11. září 2007. Ncube, který je široce známý svou obhajobou lidských práv, byl otevřeným kritikem bývalého prezidenta Roberta Mugabeho, když byl v úřadu.

## Životopis
Kněžské svěcení přijal 26. srpna 1973 a byl inkardinován do kléru arcidiecéze Bulawayo. Papež Jan Pavel II. ho 24. října 1997 jmenoval arcibiskupem v Bulawayo. Na biskupa ho vysvětil prefekt Kongregace pro evangelizaci národů Jozef kardinál Tomko 25. ledna 1998. Spolusvětiteli byli Ernst Heinrich Karlen, C.M.M., emeritní arcibiskup z Bulawayo a Peter Paul Prabhu, apoštolský nuncius v Zimbabwe.
23. října 2003 obdržel cenu za lidská práva od organizace Human Rights First za to, že se vyslovil proti mučení a postavil se Mugabeho vládě, která z politických důvodů nechávala vyhladovět některé oblasti Zimbabwe. Obvinil africké vedoucí představitele, že krizi v Zimbabwe ignorují. V roce 2004 vypracoval zprávu o porušování lidských práv v zemi, která však byla na nátlak Mugabeho vlády stažena z programu jednání Africké unie. Za své aktivity obdržel mnoho výhrůžek smrtí. Je příslušníkem zimbabwské menšinové etnické skupiny Ndebele. V roce 2005 získal humanitární cenu Roberta Burnse.
Předchozí volby v Zimbabwe provázelo násilí a korupce. V přesvědčení, že parlamentní volby v Zimbabwe v roce 2005 budou zmanipulované, vyzval Ncube k „lidovému masovému povstání“ ve stylu Oranžové nebo Tulipánové revoluce, které by Mugabeho odstavilo od moci. K situaci řekl: „Doufám, že lidé budou tak rozčarovaní, že se skutečně zorganizují proti této vládě a nenásilným lidovým masovým povstáním ji vykopnou.“
Mugabe v reakci na to označil Ncubeho za napůl hlupáka a napůl lháře. Po volbách v březnu 2005 Ncube zopakoval svou výzvu k pokojnému povstání. S odkazem na Mugabeho řekl: „Modlím se, aby šel domů vlídně, a ve svých 84 letech prožil plnohodnotný život.“
V březnu 2005 ministr informací Nathan Shamuyarira označil Ncubeho za „...šíleného, zavilého lháře. Lže už dva roky. Zapadá však do schématu Britů a Američanů, kteří volají po změně režimu a krmí ho těmito divokými nápady. Otevřená výzva arcibiskupa Ncubeho k protiústavnímu povstání ukazuje, že je nástrojem nelegálního plánu Západu na změnu režimu.“

## Kontroverze

### Údajné cizoložství
Dne 16. července 2007 na něj byla podána žaloba za cizoložství ve výši 20 miliard zimbabwských dolarů (1,3 milionu USD podle oficiálního kurzu a 154 000 USD na černém trhu). Arcibiskupovy právníci prohlásili, že obvinění je politicky motivované a označili je za „jakýsi zinscenovaný pokus o kompromitování arcibiskupa.“
Arcibiskup se údajně zapletl s Rosemary Sibandou, odloučenou manželkou Onesima Sibandy z Bulawaya. Některé zdroje uváděly, že paní Sibanda přiznala, že měla s arcibiskupem milostný poměr.
Z jiných zdrojů zaznělo, že celá akce byla od počátku vládní tzv. „medovou pastí“, která se nyní rozpadá, a vzhledem k nedostatku kvalitního zpravodajství je nepravděpodobné, že by se tato záležitost vyřešila.
Několik dní před 11. zářím 2007 se v zimbabwském tisku objevily snímky, na nichž měl být Ncube zachycen s Rosemary Sibandou ve své ložnici. V deníku The Guardian se rovněž objevila zpráva, že zimbabwská televize po několik dní opakovaně vysílala videozáznam muže a ženy, údajně Ncubeho a Sibandy. Tyto události vedly k Ncubeho rozhodnutí odstoupit ze své funkce.
Dne 11. září 2007 bylo oznámeno, že papež Benedikt XVI. přijal rezignaci arcibiskupa Pia Alicka Ncubeho na pastorační vedení římskokatolické arcidiecéze Bulawayo v souladu s kánonem 401 odst. 2 Kodexu kanonického práva, který říká: „Diecézní biskup, který pro nedostatečné zdraví nebo z jiného závažného důvodu se stal neschopným k zastávání svého úřadu, se žádá, aby se zřekl svého úřadu.“ Svého úřadu se zřekl, když byly zveřejněny jeho fotografie s paní Rosemary Sibandou v zimbabwském tisku a na dalších místech.
V tiskovém prohlášení Ncube uvedl, že se rozhodl rezignovat: „...kvůli zlovolnému útoku nejen na mou osobu, ale zprostředkovaně i na katolickou církev v Zimbabwe.“ Zmínil také, že tím chtěl: „...ušetřit své spolubratry biskupy a tělo církve dalších útoků.“ Zdůraznil však, že zůstane „katolickým biskupem v Zimbabwe“ a bude se i nadále vyjadřovat k problémům, které jsou bohužel den ode dne v Zimbabwe palčivější. Arcibiskup Ncube byl rovněž citován: „Nenechal jsem se umlčet hrubými machinacemi zlého režimu.“ Zimbabwská vláda často zveřejňovala důkazy o sexuálním zneužívání ve snaze snížit veřejnou podporu svých kritiků.

### Ncubeho údajná milenka zemřela
V pátek 2. května 2008 zemřela v nemocnici Mpilo v Bulawayo Rosemary Sibanda, žena, která údajně měla sexuální vztah s arcibiskupem Ncubem, tři dny poté, co byla přijata se zápalem plic.

### Výzva k britské invazi
1. července 2007 se zmínil, že Británie by byla oprávněna provést invazi do své bývalé kolonie, aby ji zbavila Mugabeho. Uvedl, že vládu by měli svrhnout sami Zimbabwané, ale jsou příliš vystrašení. Ncube se později od této zprávy distancoval a uvedl, že úsilí o ukončení krize v Zimbabwe, které zprostředkoval Thabo Mbeki, by mělo dostat šanci.
V březnu 2007 prohlásil, že je připraven čelit kulkám při protivládních protestech, aby pomohl nastolit demokratické změny v této jihoafrické zemi, která se zmítá v hluboké hospodářské a politické krizi.
Jsem připraven vést lidi se zbraní v ruce, ale lidé nejsou připraveni.

## Situace po jeho rezignaci
Po jeho rezignaci byl pověřen vedením bulawayošské arcidiecéze v období od 11. září 2007 do 20. června 2009 apoštolský administrátor z kongregace mariannhillských misionářů Martin Schupp, C.M.M., a od 20. června 2009 byl jmenován 3. arcibiskupem v Bulawayo verbista Alexander Thomas Kaliyanil, SVD.